# 圣雅克路
圣雅克路（法語：Rue Saint-Jacques）是巴黎拉丁区的一条街道。1218年，道明会的巴黎会院成立于圣雅各伯礼拜堂，靠近在这条街上的圣雅克门；因此道明会在巴黎被称为“Jacobins”。Johann Heynlin與Guillaume Fichet在1470年代分別在索邦大學和此街上建造了法國第一部印刷機。 